# Alexander Macdonald (1er baron Macdonald)
Alexander Macdonald, 1er baron Macdonald (v. 1745 - 12 septembre 1795), est un pair écossais.

## Biographie
Il est le fils cadet d'Alexander Macdonald, 7e baronnet, et de son épouse, Margaret Montgomerie. Il fait ses études au Collège d'Eton et sert avec les Grenadier Guards. Il est également lieutenant adjoint d'Inverness-shire et brigadier général de la Royal Company of Archers. En 1766, il succède à son frère aîné comme baronnet. En 1776, il est élevé à la pairie d'Irlande sous le nom de baron Macdonald, de Slate, dans le comté d'Antrim.
En 1768, Lord Macdonald épouse Elizabeth Diana Bosville, fille aînée de Godfrey Bosville IV de Gunthwaite et de Thorpe Hall, Rudston, tous deux du Yorkshire, et sœur du colonel William Bosville (1745-1813). Ils ont sept fils et trois filles. Lady Macdonald est décédée en 1789. Lord Macdonald lui survit six ans plus tard et meurt en septembre 1795. Son fils Alexander Macdonald, 2e baron Macdonald, lui succède dans ses titres.